# Ribes sardoum
Ribes sardoum (Martelli, 1894), comunemente noto come ribes di Sardegna, è una pianta arbustiva rara appartenente alla famiglia Grossulariaceae, classificata come a rischio critico a causa del suo ridottissimo areale.

## Descrizione

### Portamento
Si tratta di un piccolo arbusto rupicolo, alto tra 50 centimetri e 1,50 metri, con foglie caduche.

### Foglie
Le foglie sono piccole e trilobate, con contorno rotondo e margine dentato-lobato, con denti ottusi, ghiandolose e dotate di un piccolo picciolo.

### Fiori
I fiori sono piccoli, con corolla ridotta di colore giallastro e sepali revoluti, di colore verdognolo. Lo stilo è piccolo e bipartito. Fiorisce in primavera, da marzo a maggio.

### Frutti
Il frutto è una bacca sferica rossa che matura alla fine dell'estate.

## Distribuzione e habitat
La specie è uno dei più noti e rari paleoendemismi sardi, originati in seguito all'isolamento e alla rotazione antioraria che il blocco sardo-corso subì nel corso del Cenozoico. L'areale è ristrettissimo e si limita alla località di Pradu, in provincia di Nuoro, sui calcari dolomitici del Supramonte di Oliena, a circa 1.200 metri di altitudine sotto le vette del Corrasi..

## Conservazione
Secondo la IUCN Red List questa specie è a rischio critico di estinzione in quanto il numero di esemplari adulti sarebbe ridotto ad un centinaio. Per questo motivo la IUCN l'ha inserita nell'elenco delle 50 specie botaniche più minacciate dell'area mediterranea.
Le cause della rarità di questa specie andrebbero attribuite, secondo lo IUCN, ad una ridotta vitalità del seme. Secondo fonti dell'Ente Foreste della Sardegna la sporadicità andrebbe attribuita alla scarsa percentuale di allegagione dei fiori; a causa di una disfunzione delle antere, infatti, la produzione di polline è piuttosto scarsa limitando la disseminazione.